# Catedral de Ferrara
La catedral de San Jorge Mártir (en italiano: cattedrale di San Giorgio Martire) es el principal lugar de culto católico de la ciudad italiana de Ferrara y la iglesia matriz de la archidiócesis de Ferrara-Comacchio. Se sitúa en el centro de la ciudad, frente al Palacio Municipal, al lado de la antigua Piazza delle Erbe (actualmente llamada Piazza Trento e Trieste), cerca del Castillo de los Este. Está conectada al Palacio Arzobispal a través de una bóveda cubierta.
Actualmente, la catedral no es iglesia parroquial pero es sede de todas las celebraciones más importantes de la diócesis: ordenaciones, misas pontificales, funerales solemnes... En primavera se realiza también la bendición de los palii, es decir, de los cuatro tejidos pintados que constituyen el premio de las cuatro competiciones del Palio de Ferrara. Tiene el título de basílica menor desde 1959, cuando le fue otorgado por el papa Juan XXIII.

## Historia

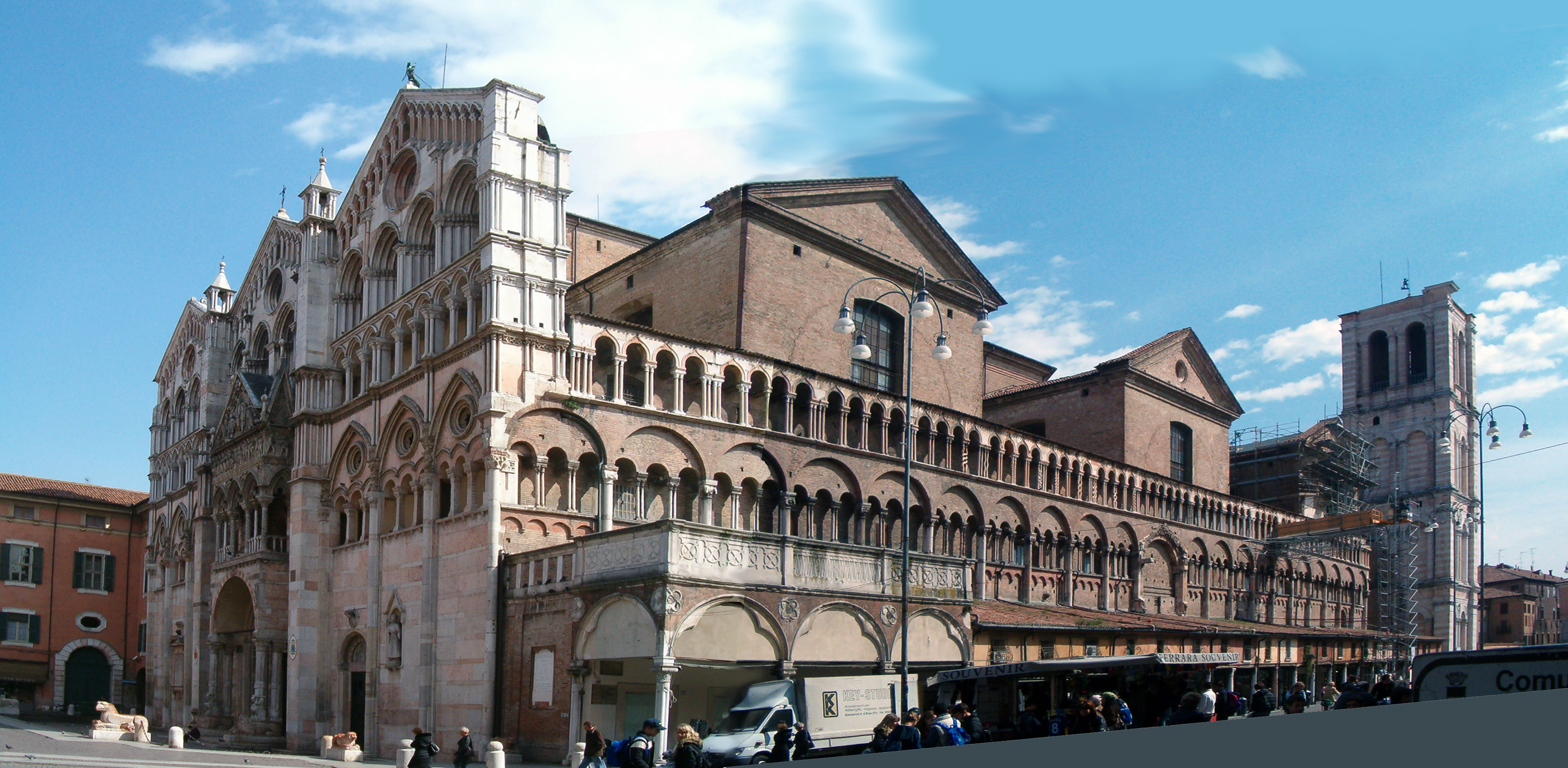
Vista del exterior con la loggia dei mercanti.

La catedral fue construida a partir del siglo XII, con la contribución de Guglielmo degli Adelardi y del príncipe Federico Giocoli, que en 1135 financió la edificación por concesión del antipapa Anacleto II obtenida en 1132, cuando la ciudad se estaba expandiendo por la orilla izquierda del río Po y en consecuencia el centro de la ciudad se trasladaba hacia el norte. La catedral anterior era la iglesia de San Jorge, todavía en la actualidad iglesia parroquial, que se sitúa en la orilla derecha del Po, fuera de las murallas, en el lugar donde estuvo el primer núcleo de Ferrara. La catedral fue inicialmente dedicada a san Jorge en 1135, como se lee en la inscripción en vulgar en el atrio de la iglesia. El altar mayor fue consagrado el 8 de mayo de 1177. Esto indica que, 42 años después de la primera piedra, al menos las partes orientales de la catedral estuvieron casi completas, por la construcción de una iglesia medieval grande un buen tiempo. El estilo románico del proyecto inicial se puede apreciar en la sección baja de la fachada. Pero ya la primera galería contiene elementos góticos.
Entre 1451 y 1493 se construyó el campanario según el proyecto de Leon Battista Alberti; sin embargo nunca fue terminado y todavía en la actualidad le falta su cúspide. En la misma época, se realizó el ábside según el proyecto del ferrarés Biagio Rossetti. 
En 1539 se estrenó Gaude et laetare ferrariensis civitas de Cristóbal de Morales para celebrar el nombramiento como cardenal de Hipólito de Este.
El 2 de junio de 1712, el obispo cardenal Dal Verme encargó al arquitecto ferrarés Francesco Mazzarelli la consolidación de algunas partes del edificio. En 1717, fue nombrado obispo de Ferrara el cardenal Tommaso Ruffo, anteriormente cardenal legado de la ciudad, que confió la continuación de las obras al arquitecto romano Tommaso Mattei. La finalización de las reconstrucciones resultó mucho más lenta de lo previsto inicialmente. En total, las obras duraron diecisiete años y redujeron de cinco a tres el número de las naves, con modificaciones sustanciales de todo el aparato decorativo de la catedral, que fue completado en el siglo siguiente.
Durante la Segunda Guerra Mundial, el 28 de enero de 1944, un bombardeo sobre la ciudad de Ferrara dañó la catedral, destruyendo los edificios posteriores al ábside y parte del lado meridional cerca del campanario.

## Descripción

### Exterior

#### Fachada

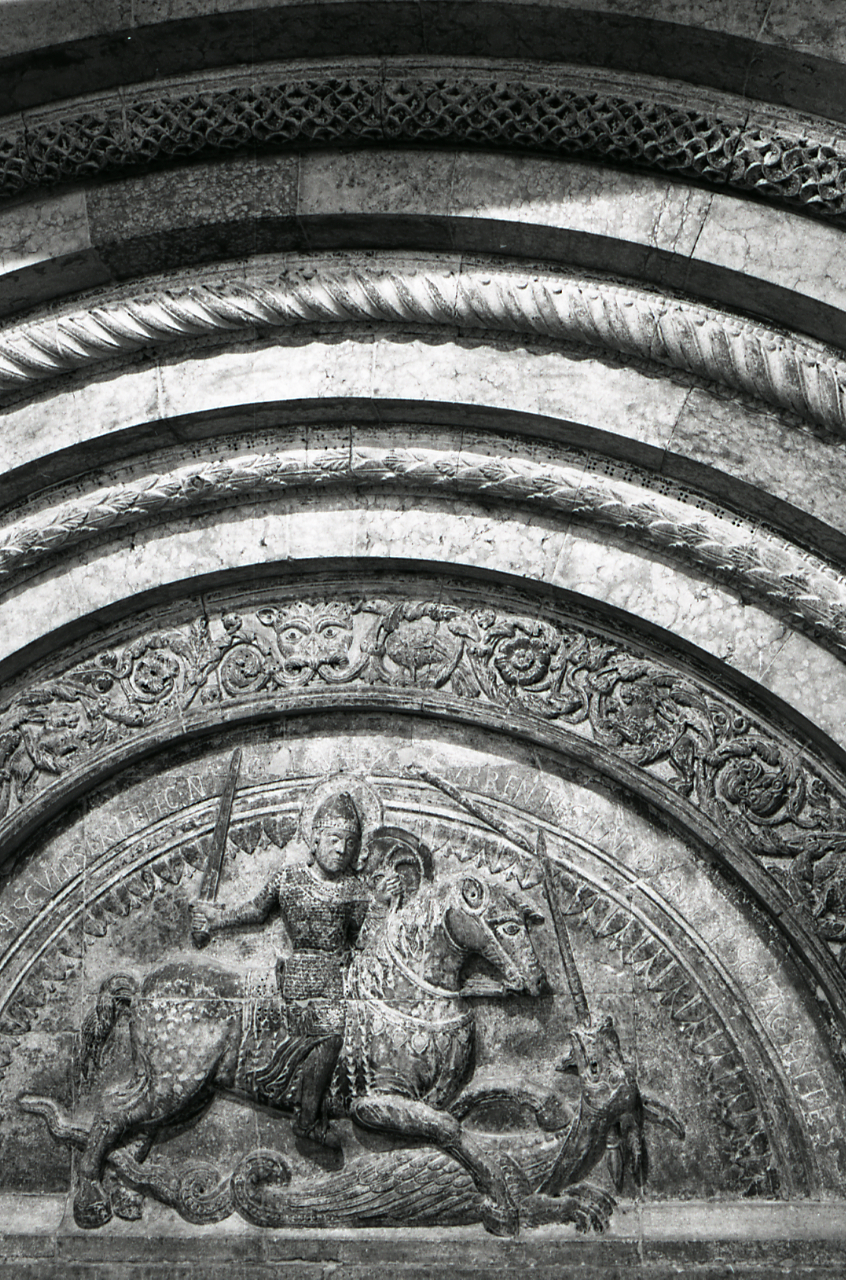
Detalle de la luneta con San Jorge en una foto de Paolo Monti de 1982.

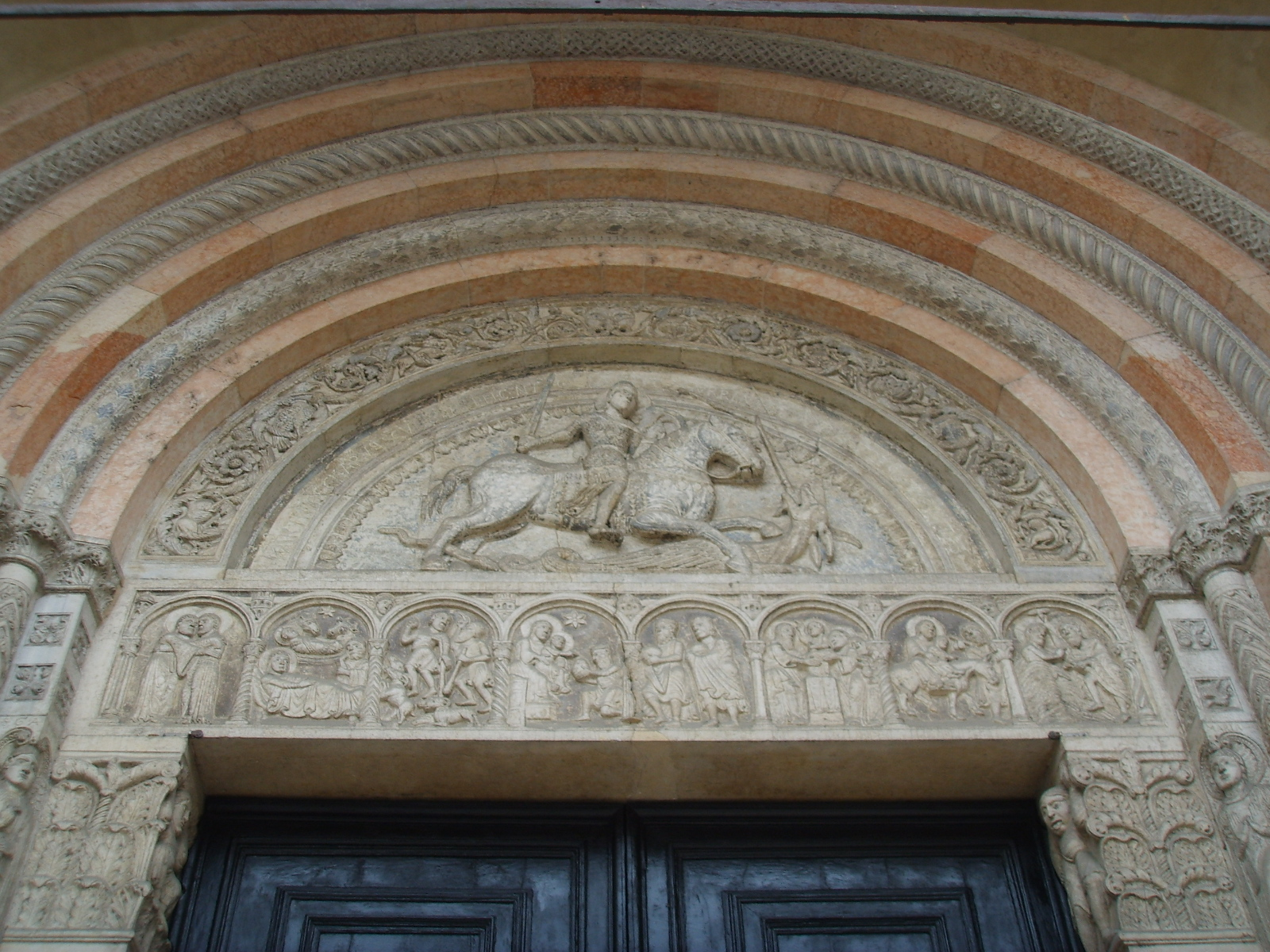
Portal románico de Nicholaus.

La fachada de la catedral es de mármol blanco con tres cúspides, y presenta logias, arcos, rosetones, ventanas abocinadas, estatuas y numerosísimos bajorrelieves. En la parte central de la fachada destaca un pórtico avanzado románico sostenido por leones y atlantes. 
Por debajo, encima del portal central, hay dos obras del escultor Nicholaus, alumno quizá de Wiligelmo de Módena: la Estatua de san Jorge, protector de Ferrara, y las Escenas del Nuevo Testamento.

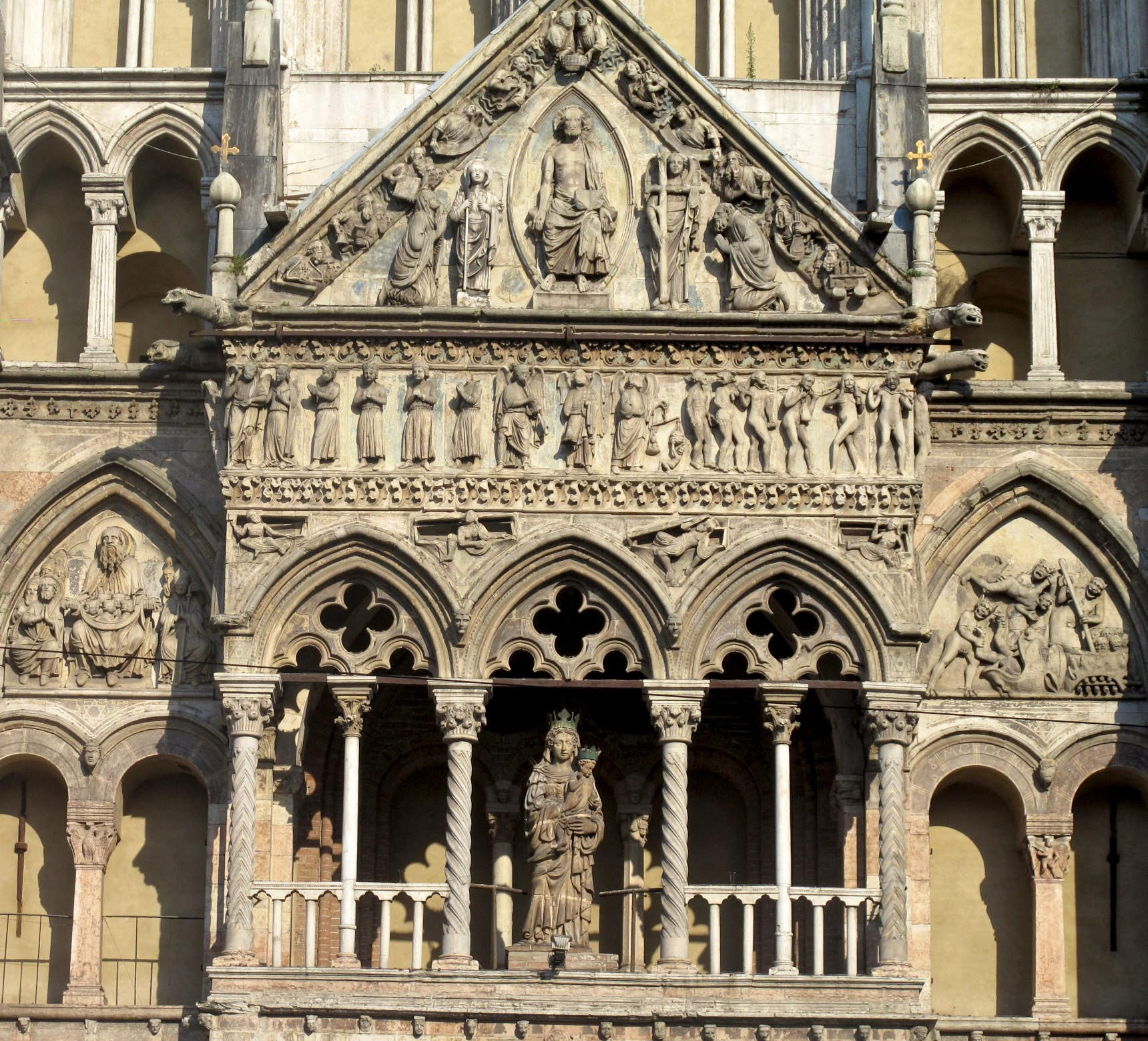
Logia gótica sobre el portal románico

El pórtico está coronado por una logia gótica con dosel con la estatua de la Virgen con el niño y, en alto, un Juicio Universal de influencia gótico-francesa. En el Juicio Universal los condenados van hacia el Infierno y los beatos hacia el Paraíso. A la derecha, una figura monstruosa engulle las almas de los condenados, mientras que a la izquierda Abraham acoge en su seno las almas de los justos. Encima, en el tímpano, está Cristo en la mandorla junto a dos ángeles que sostienen los símbolos de la Pasión, y María y José que, arrodillados, piden perdón por la humanidad. En los lados del tímpano están los ancianos, testigos de todo lo que sucede. El friso sobre los arquitos representa al Arcángel Gabriel con la balanza en la mano para el pesado de las almas (psicostasia).
En las jambas hay figuras de profetas (Daniel, Jeremías, Isaías, Ezequiel). El propio Nicholaus proyectó quizá toda la fachada, los ábsides, los costados y la estructura interior de la iglesia. En la parte derecha hay una estatua de Alberto d'Este vestido de peregrino, mientras que en el lado izquierdo hay un busto de bronce del Papa Clemente VIII colocado sobre una placa que recuerda la toma de Ferrara por parte de dicho pontífice. Los arcos góticos en todos pisos a pesar de la planta baja hacen und diferencia importante a las fachadas todo románicas de las catedrales de Parma y Módena. 

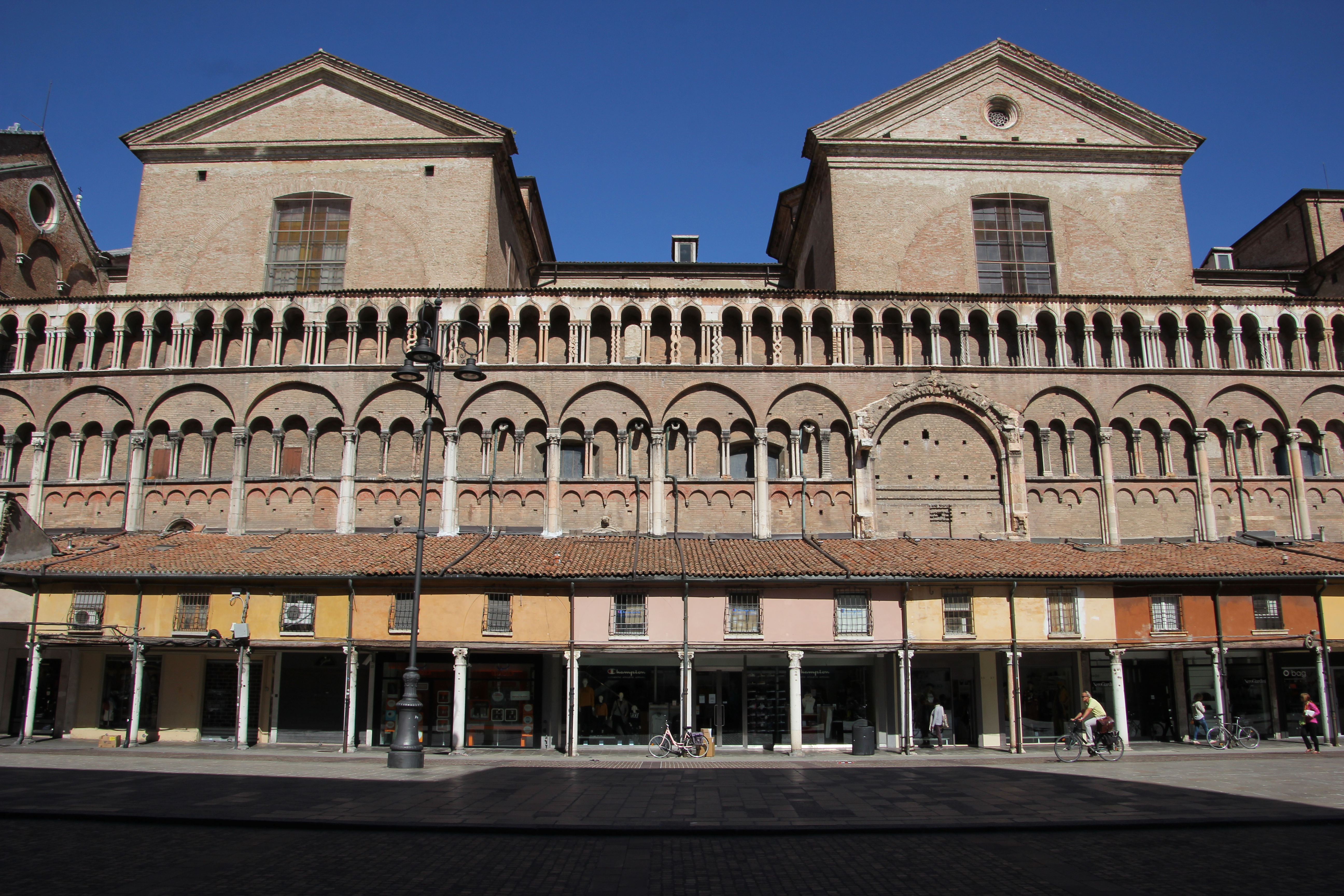
Lado meridional: Logia de los mercantes, una galeria del gótico temprano, una galería del gótico veneciano, lucarnas del Renacimiento.

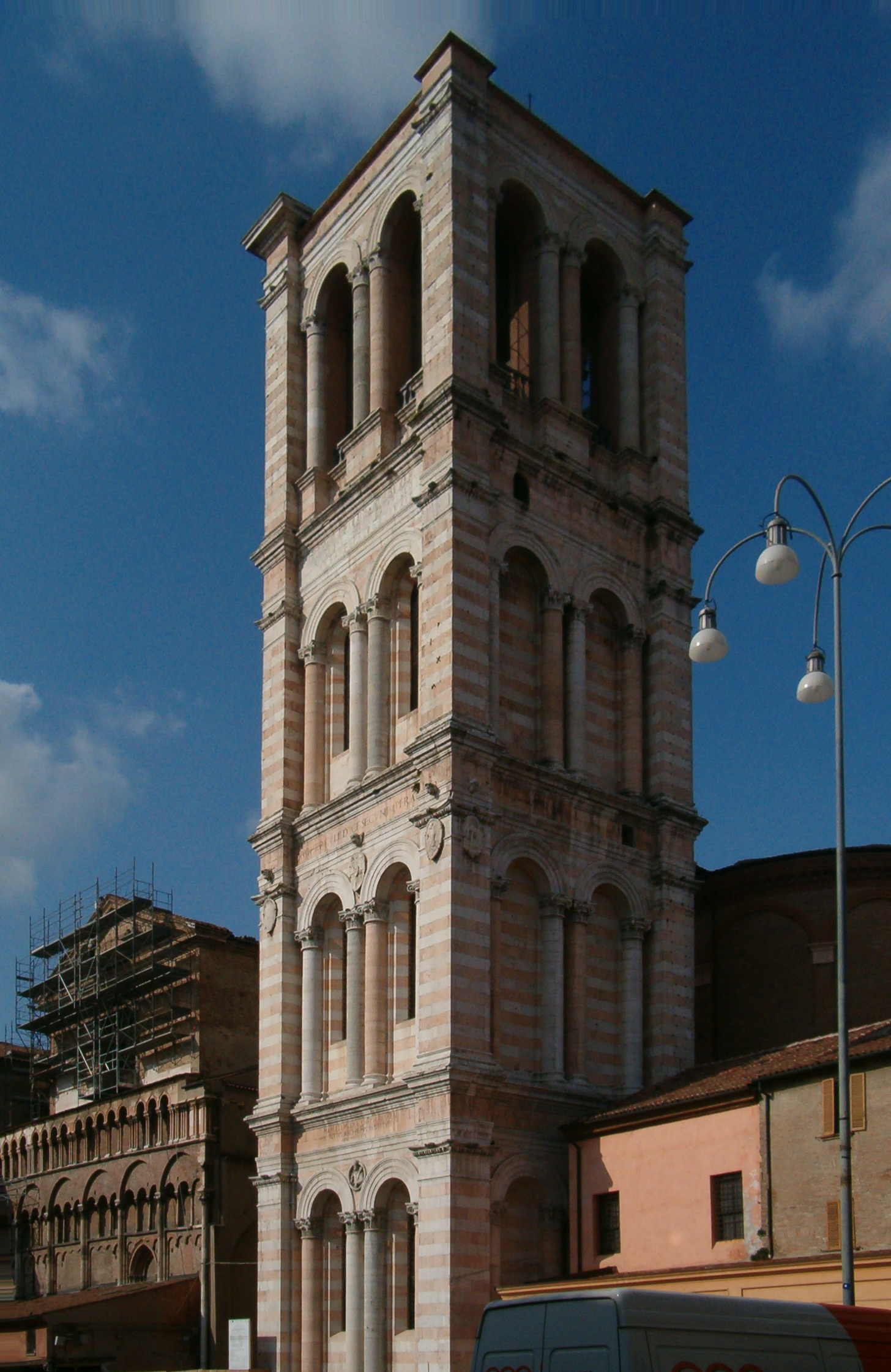
El campanario.

#### Lado meridional
El lado sur de la catedral (orientada naturalmente de oeste hacia el altar al este), a lo largo la Piazza Trento e Trieste, está decorado con dos logias con columnillas esculpidas con diferentes temas. En este lado había un segundo gran portal, demolido en las restauraciones del siglo XVIII, que daba hacia la Via San Romano, en dirección a Bolonia: era el portal atravesado por los peregrinos que iban a Roma. Alrededor del portal había algunas esculturas que representan los meses del año, de donde proviene el nombre Porta dei Mesi, en alternativa al nombre Porta dei Pellegrini; no se conoce el nombre del autor de las esculturas y los historiadores del arte lo han llamado Maestro de los meses (Maestro dei mesi del Duomo di Ferrara). Al igual que en la fachada, también a los lados de la Porta dei Mesi había precedentemente hipogrifos, que actualmente se encuentran frente a la catedral, antes de la escalinata delante de la entrada. Actualmente, al lado de la iglesia, en la loggia dei mercanti, hay algunos fondos comerciales.

#### Campanario
También en el lado sur, está el campanario renacentista de ladrillo, revestido en piedra caliza (blanco y rojo de Verona); las columnas en los lados norte y sur son de caliza gris de Noriglio, el zócalo de las columnas es de piedra de Istria, los capiteles de las columnas son de piedra de Prun y algunos escudos en los lados sur y oeste son de piedra tierna de Vicenza. El campanario, cuyo proyecto se atribuye a Leon Battista Alberti, fue realizado entre 1451 y 1493 y finalizado, con su forma actual, a finales del siglo XVI, pero sin embargo se quedó incompleto.

#### Zona del ábside

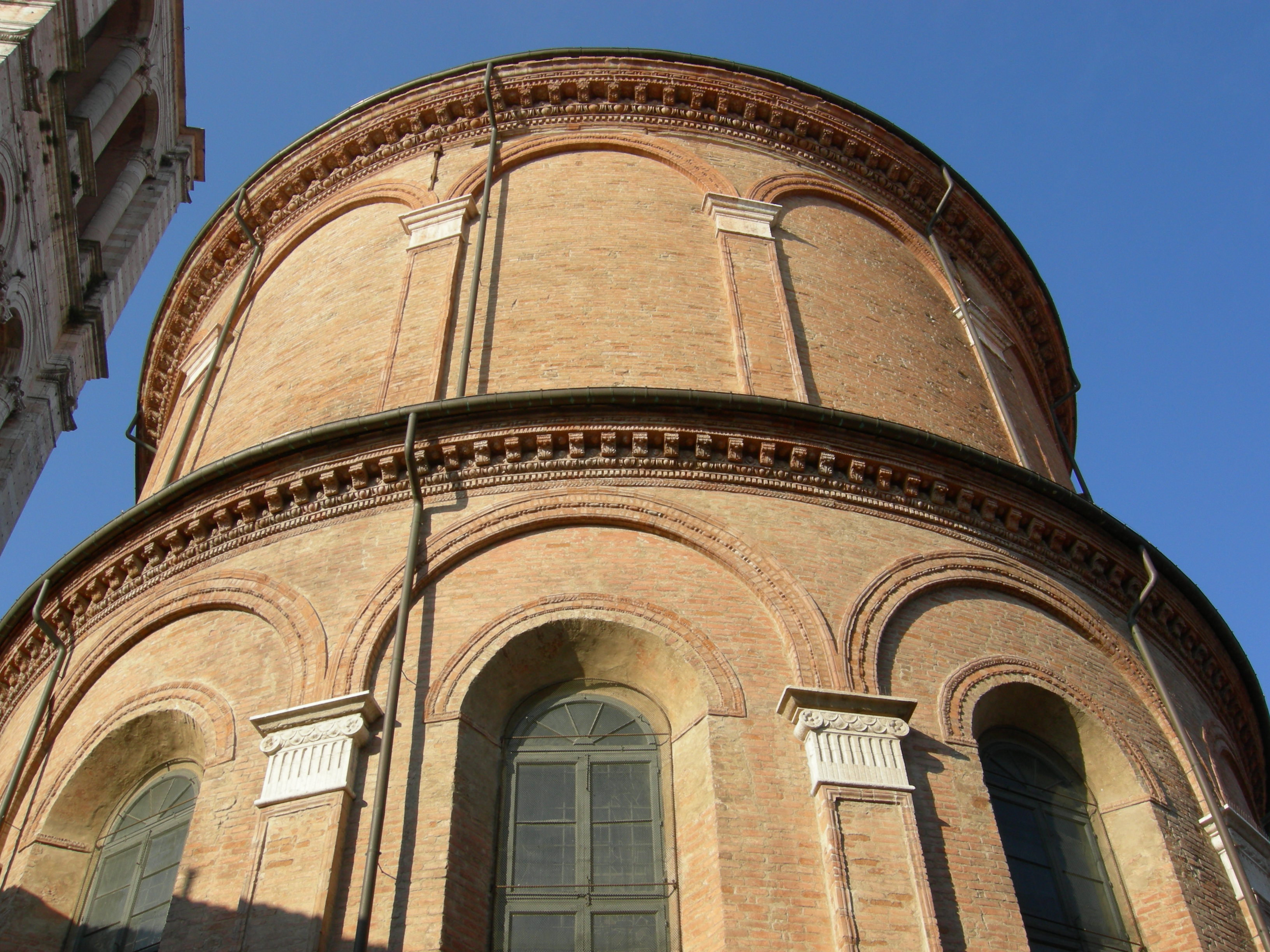
Apside de Ranacimiento

El ábside de ladrillo presenta arcos de arcilla y capiteles de mármol, y es obra del arquitecto y urbanista ferrarés Biagio Rossetti.

### Interior

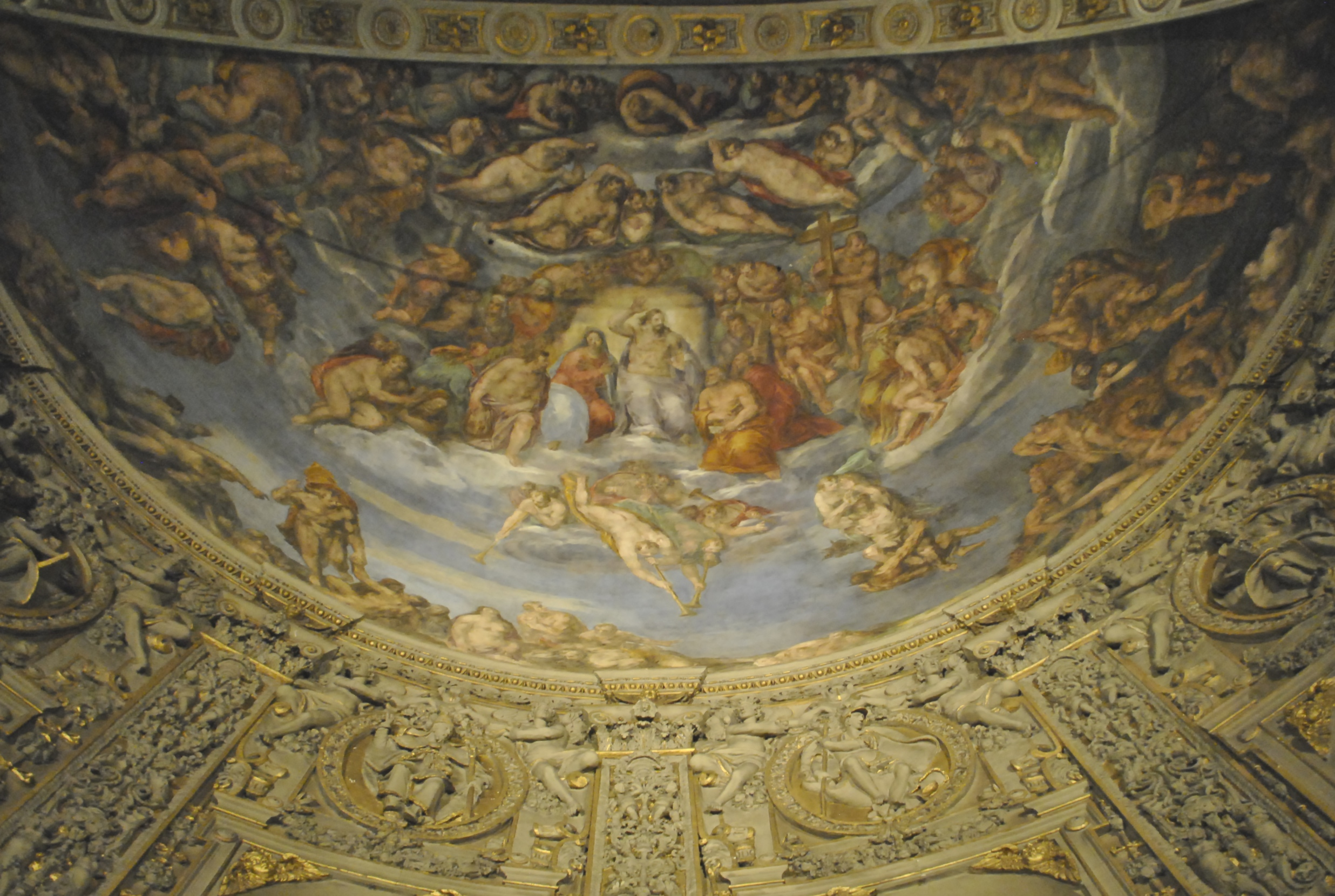
El Juicio Universal de Bastianino.

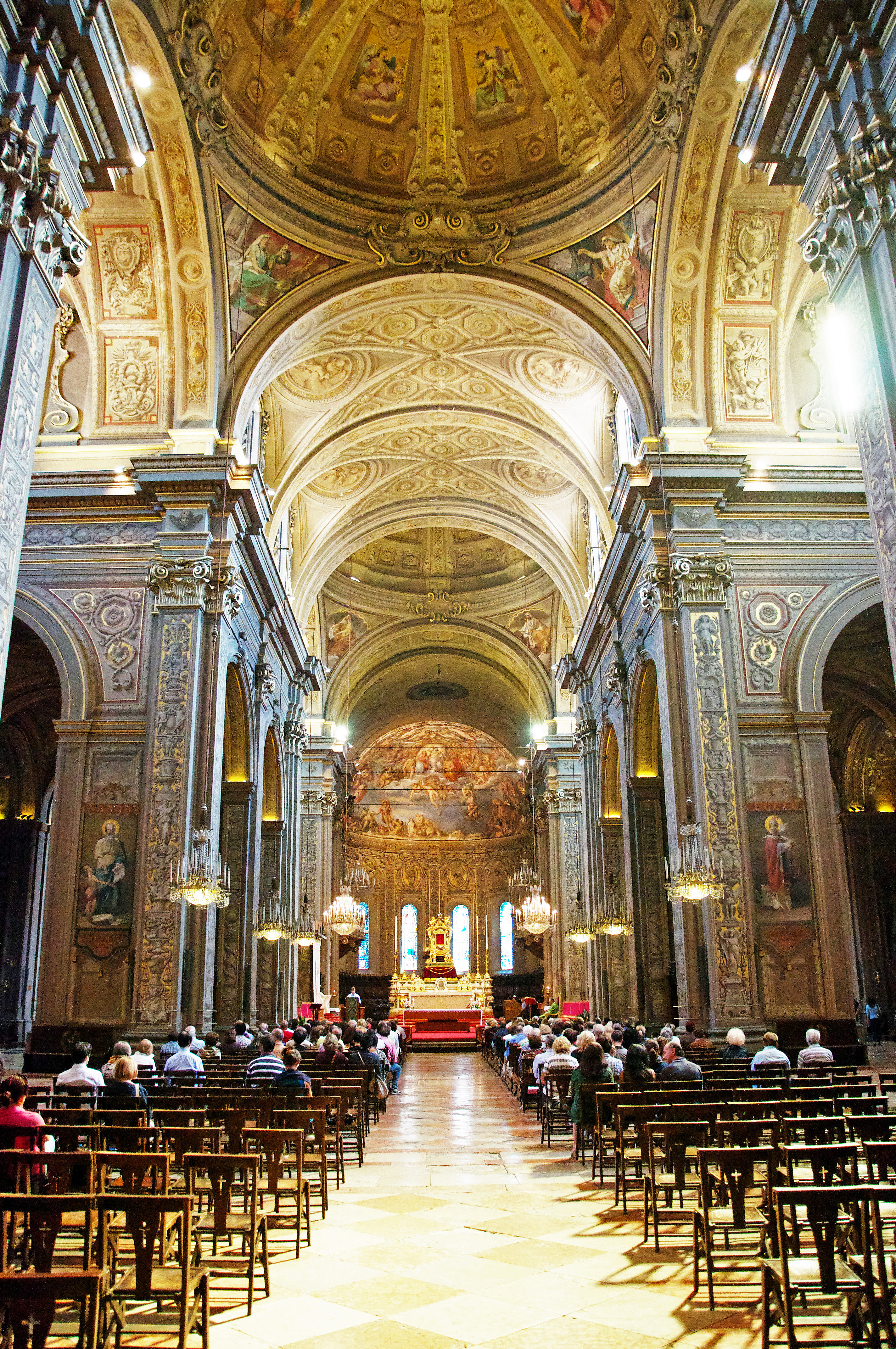
Nave central al coro.

El interior, de estilo barroco, tiene tres naves con triple transepto. En el centro destaca el altar mayor, consagrado en 1728, obra de Celio Tirini (escultor veneciano residente en Rávena) que reutilizó mármoles provenientes de edificios de Rávena, en su mayor parte provenientes de las ruinas del Palacio de Teodorico. A la izquierda del altar está la tumba del papa Urbano III (que murió en Ferrara en 1187) y a la derecha el busto del papa Clemente XI.
En la contrafachada hay estatuas monumentales de los patronos de Ferrara, San Jorge y San Maurelio Obispo, realizadas por Giovanni Marchiori en 1746. Se pueden admirar las estatuas de bronce de la Crucifixión y de los Santos Jorge y Maurelio, de Niccolò Baroncelli y Domenico di Paris del siglo XV y el cuadro Martirio de san Lorenzo del Guercino, del siglo XVII.
También en las capillas laterales están la Virgen en el trono y Santos del Garofalo, la Coronación de la Virgen y Santos de Francesco Francia y la Virgen en gloria con las santas Bárbara y Catalina de Bastianino (siglo XVI). Este último pintó también en el ábside, encima del coro, el fresco del Juicio Universal (1577-1581) inspirado en el de Miguel Ángel en la Capilla Sixtina.

### Órganos de tubos

#### Órgano mayor
El órgano de la catedral fue construido en 1967 por la empresa organera paduana Fratelli Ruffatti. El instrumento es a transmisión totalmente eléctrica, con consolle móvil independiente en el ábside que tiene tres teclados de 61 notas cada una y un pedalero cóncavo-radial de 32. El material fónico se encuentra en tres lugares distintos:
- el Positivo Espressivo (primer teclado) y la correspondiente sección del pedal se encuentran a espaldas del altar mayor;
- el Grand'Organo (segundo teclado) y la correspondiente sección del pedal se encuentran en la caja barroca sobre el coro a la derecha del presbiterio;
- el Espressivo (tercer teclado) y la correspondiente sección del pedal se encuentran en la caja barroca sobre el coro a la izquierda del presbiterio.

#### Órgano de la capilla de Santa Maria delle Grazie
En la primera capilla lateral de la derecha, dedicada a Santa Maria delle Grazie, patrona de Ferrara, se encuentra un segundo órgano, construido por Domenico Fedeli en 1746 y ampliado en 1780 por Filippo y Antonio Fedeli. El instrumento, a transmisión totalmente mecánica, tiene un único teclado de 52 teclas con primera octava corta y pedalero de 18 notas unido constantemente al manual.

## Dimensiones
Se recogen a continuación, con fines comparativos, las dimensiones de las principales iglesias románicas de la región.
| Imagen | Edificio | Construcción          | Longitud exterior                   | Longitud interior | Anchura fachada               | Altura exterior fachada       | Altura campanario                        |
|        | Catedral de Parma                                                                                               | 1059-1178             | 81,7 (excluido el pórtico avanzado) | 78,5              | 28,0                          | 29,0                          | 64,0                                     |
|        | Catedral de Módena · ( Patrimonio de la Humanidad (parte de «Cattedrale, Torre Civica e Piazza Grande») (1997)) | 1099-1389             | 66,9                                | 63,1              | 24,7                          | 22,3 (con los pináculos 29,6) | 86,12 (incluida elevación del siglo XIV) |
|        | Catedral de Piacenza                                                                                            | 1122-1233             | 85,0                                |                   | 32,0                          | 32,0                          | 71,0                                     |
|        | Catedral de Fidenza                                                                                             | 1117-inic. siglo XIII | 50,5                                | 47,0              | 26,6 (incluidas las torres)   | —                             | —                                        |
|        | Catedral de Ferrara                                                                                             | siglo XII-XV          | 118                                 | —                 | 40,8                          | 17,0                          | 45,0                                     |
|        | Abadía de Nonantola                                                                                             | 1010-siglo XIII       | 45,4                                | 52,0              | 25,1                          | —                             | —                                        |
|        | Abadía de Pomposa, en Codigoro (provincia de Ferrara)                                                           | ?-1026                | 44,0 (con atrio y ábside)           | 42                | 18,35                         | 14,1                          | 48,5                                     |
|        | Abadía de San Mercuriale, en Forlì                                                                              | 1178-1232             | 32,5 (original) (46,2, actual)      | —                 | 15,4 (excluido el campanario) | 12,85                         | 75,58                                    |

## El museo de la catedral
La antigua iglesia de san Romano, situada también en la Piazza Trento e Trieste, alberga el Museo de la Catedral (Museo della Cattedrale), que reúne numerosas obras de arte relacionadas con la historia de la Catedral, de la cual fueron retiradas tras la reconstrucción del siglo XVIII, como las antiguas hojas de órgano que representan La Anunciación y San Jorge y el dragón (1469), pintadas por el fundador de la Escuela de Ferrara, Cosmè Tura, pintor de la corte estense. Aquí está también la Virgen de la granada (1409) de Jacopo della Quercia y ocho tapices dedicados a las historias de los dos patronos de Ferrara sobre bocetos de Garofalo y Camillo Filippi, de mediados del siglo XVI, ejecutados por las manufacturas ducales estenses, dirigidas por el flamenco Johannes Karcher. Entre las esculturas se admiran los paneles del siglo XIII y el capitel con las historias de la vida de san Juan Bautista provenientes de la Porta dei Mesi. También se exponen objetos sagrados, relicarios y miniaturas.

## La catedral como panteón funerario
En la catedral está sepultado el papa Urbano III.